# 萧裕
蕭裕，本名遙折，奚人。原为中京的一個猛安，适逢完顏亮當中京留守，雙方結交。蕭裕揣摩完顏亮有覬覦皇位的心思，私下帮助完顏亮夺取皇位。完顏亮日后成為弑主篡位者，是蕭裕開啟的事端。

## 生平
海陵心忌太宗诸子，欲除之，与裕密谋。裕倾险巧诈，因构致太傅宗本、秉德等反状，海陵杀宗本，唐括辩遣使杀秉德、宗懿及太宗子孙七十余人、秦王宗翰子孙三十余人。宗本已死，裕乃求宗本门客萧玉，教以具款反状，令作名上变。海陵既诏天下，天下冤之。海陵赏诛宗本功，以裕为尚书左丞，加仪同三司，授猛安，赐钱二千万，马四百匹、牛四百头、羊四千口。再阅月，为平章政事、监修国史。
旧制，首相监修国史，海陵以命裕，谓裕曰：“太祖以神武受命，丰功茂烈光于四海，恐史官有遗逸，故以命卿。”久之，裕为右丞相、兼中书令。裕在相位，任职用事颇专恣，威福在己，势倾朝廷。海陵倚信之，他相仰成而已。
金史裕与高药师善，尝以海陵密语告药师，药师以其言奏海陵，且曰：“裕有怨望心。”海陵召裕戒谕之，而不以为罪也。或有言裕擅权者，海陵以为忌裕者众，不之信。又以为人见裕弟萧祚为左副点检，妹夫耶律辟离剌为左卫将军，势位相凭藉，遂生忌嫉，乃出祚为益都尹，辟离剌为宁昌军节度使，以绝众疑。裕不知海陵意，遽见出其亲表补外，不令己知之，自是深念恐海陵疑己。海陵弟太师衮领三省事，共在相位，以裕多自用，颇防闲之，裕乃谓海陵使衮备之也。而海陵猜忍嗜杀，裕恐及祸，遂与前真定尹萧冯家奴、前御史中丞萧招折、博州同知遥设、裕女夫遏剌补谋立亡辽豫王延禧之孙。裕使亲信萧屯纳往结西北路招讨使萧好胡，好胡即怀忠。怀忠依违未决，谓屯纳曰：“此大事，汝归遣一重人来。”裕乃使招折往。招折前为中丞，以罪免，以此得诣怀忠。怀忠问招折与谋者复有何人，招折曰：“五院节度使耶律朗亦是也。”怀忠旧与朗有隙，而招折尝上挞懒变事，怀忠疑招折反复，因执招折，收朗系狱，遣使上变。遥设亦与笔砚令史白答书，使白答助裕以取富贵，白答奏其书。海陵信裕不疑，谓白答构诬之，命杀白答于市。执白答出宣华门，点检徒单贞得萧怀忠上变事入奏，遇见白答，问其故，因止之。徒单贞已奏变事，以白答为请，海陵遽使释之。

## 延伸阅读
[在维基数据编辑]
 《金史·卷129》，出自脱脱《遼史》